# Кульовий млин з центральним розвантаженням

Кульові млини з центральним розвантаженням (МШЦ) — різновид кульових млинів.
Кульові млини з центральним розвантаженням встановлюють на другій і третій стадіях подрібнення (рідше на першій стадії). Вони застосовуються для додаткового подрібнення промпродуктів, а також для подрібнення тонковкраплених руд, коли переподрібнення негативно впливає на показники збагачення.
За конструкцією кульовий млин з центральним розвантаженням аналогічний стержневому млину з центральним розвантаженням. Кульовий млин з центральним розвантаженням (рис. 1.22) складається з циліндричного барабана 1 із торцевими кришками 2 і 14. Барабан і кришки футерують зсередини стальними плитами 8 і 10. Торцеві кришки мають пустотілі цапфи 3 і 13, за допомогою яких барабан опирається на корінні підшипники 6 і 11. Обертання барабана передається від електродвигуна через вінцеву шестерню 9, закріплену на барабані.
Живильник 5 барабанного або комбінованого типу закріплений на завантажувальній цапфі. Пустотілі цапфи обладнані змінними завантажувальною і розвантажувальною лійками 4 і 12.
Млини невеликих розмірів мають люки 7 і 15 для введення футеровки всередину барабанів. У млинах великих розмірів ця операція виконується через розвантажувальну цапфу. Розвантажувальна цапфа має дещо більший діаметр, ніж завантажувальна, що обумовлює нахил дзеркала пульпи в бік розвантаження у млині.
У барабан завантажуються сталеві або чавунні кулі різного діаметра (від 40 до 150 мм). Об'єм куль становить приблизно половину об'єму млина. При обертанні барабана кулі сповзають, скочуються або падають і подрібнюють зерна корисної копалини. Подрібнення руди відбувається головним чином внаслідок ударів подрібнювальних тіл і частково стиранням і роздавлюванням.
Вихідний матеріал завантажується у млин через завантажувальну цапфу, а подрібнений продукт вивантажується з млина через розвантажувальну цапфу.